# 戦場のメリークリスマス (サウンドトラック)
『戦場のメリー・クリスマス』（Merry Christmas Mr. Lawrence) は映画『戦場のメリークリスマス』のサウンドトラック・アルバムである。1983年5月1日にロンドンレコードからリリースされた。英国アカデミー賞 作曲賞受賞。

## 解説
音楽は坂本龍一。坂本にとって初のサウンドトラックアルバム。映画自体のある種の非現実感から影響を受けて、西洋から見ても東洋から見ても“どこでもないどこか”、そして“いつでもない時間”をコンセプトに作られた。

## メインテーマの認知度
1曲目のメインテーマは坂本作品の中でもっとも認知度が高い楽曲とされている。
「戦場のメリークリスマス - All About」では楽曲「戦場のメリークリスマス」のカバー曲の紹介とカバーされている背景を解説している。
坂本自身はなぜこの曲だけが特に好まれるのか、作った当時から分からなかったが、シンプルで覚えやすいメロディが原因ではないかと分析している。
なお坂本自身、作曲中に何度も「ぽろぽろ」泣いたそうである。『キリコのコリクツ』巻末付録での玖保キリコとの対談中に語っている。
「戦場のメリークリスマス」は1985年度、日本国外から日本音楽著作権協会（JASRAC）に払われた著作権使用料分配額のランキングで「上を向いて歩こう」「名犬ジョリィ」に次いで年間3位を記録した。

## 収録曲
1. メリー・クリスマス ミスターローレンス Merry Christmas Mr. Lawrence
坂本の楽曲の中でも知名度も高く、後のアルバムやライヴにおいても編成・アレンジを変えて何度も演奏されている。いわゆるペンタトニック（移動ドでいう「ド・レ・ミ・ソ・ラ」）中心の“オリエンタルなメロディー”+“近代西洋音楽の和声”＝“東洋と西洋の高次な結晶”というような評価が世界中でされてきたが、坂本自身は「西洋でも東洋でもない、他のなんでもない、わけのわからないもの」として“東洋+西洋”という単純な考え方自体を否定している[2]。主旋律の音色はタイトルにちなみ「クリスマスソング＝鐘の音」から想起[4]。ワイングラスのサンプリング音（いわゆるグラスハープ）が使われており[5][4]、低音ではあえてチューニングがはずれるようにして東洋の雰囲気を醸し出している[2]。低弦以外はEmulator IIが使われている[6]。基本的には「四七抜き（ファとシを使わない）」で構成しつつ、一瞬「シ」を入れ込んでいる。この「シ」はIIIm（「ミ・ソ・シ」）の5度と考えられる[誰によって?]。坂本によると「繁留の反対」。イントロ部分の和声はIV→V7→I→VImの四小節ごとの繰り返し、主旋律部分の和声はIV→V7→VIm→IIImを基本形にしている。[要出典] 曲中のパーカッシブな音は竹を叩いた音をイメージしたもので、Prophet-5で作った音とアタック感を出すためにLinn(リン)ドラムのリムショットなどが混ざっている[7]。2011年11月26日にEテレで放送された「“スコラ”坂本龍一 音楽の学校」では坂本自身による曲の解説が行われた。
2. バタヴィア Batavia
ジャワの喧騒の中、ガムランによるミニマルフレーズが繰り返される小曲。
3. 発芽 Germination
このアルバムの中では数少ない、生のストリングスを使った楽曲のひとつ。前半はポリリズム的なレガート奏法による部分、後半はピチカート奏法による部分に分かれる。前半のコード進行はIV→IIIの繰り返し。賛美歌の終止によく使われるIV→I（いわゆるアーメン終止）の変形であろう。IVm7は自然短音階で構成されているが、V/Iは7度の音（移動ドでいう「ソ♯」）が混じるために和声的短音階に一瞬歪む。賛美歌の和声と一瞬聴こえる歪みが、この曲の叙情性と悲劇性をかもし出していると分析できる[誰によって?]。[要出典]
4. 腹いっぱいの朝食 A Hearty Breakfast
パンニングで左右に移動するシンセとノイズのミニマルフレーズに、木管のアンサンブル、低音のストリングスが順に加わる。リズムは4分の3拍子と4分の4拍子を組み合わせた変拍子。
5. 闘いの前 Before The War
まず、風が鳴いているような音色で曲を通して鳴り続けるミニマルフレーズが提示され、2つのメロディー、和音の順で音が重ねられていく。最後にまたミニマルフレーズだけが残り、曲は閉じる。
6. 種子と種を蒔く人 The Seed And The Sower
8分の5拍子と4分の3拍子を組み合わせた変拍子、低音部の増4度の動き、短3度上にどんどん転調する。
7. 短い出会い A Brief Encounter
8. ライド・ライド・ライド（セリアーズの弟の歌） Ride Ride Ride (Cellier's Brother's Song)
作曲はスティーブン・マッカーディー。和声進行は機能和声的である。[要出典]
9. ザ・ファイト The Fight
10. ファーゼル・クリスマス Father Christmas
「メリー・クリスマス ミスターローレンス」の変奏曲。
11. 出て行け! Dismissed!
12. 集合 Assembly
坂本が映画撮影中のカメラファインダーを覗かせてもらったときに思いついた曲[8]。
13. 理性を越えて Beyond Reason
14. 種を蒔く Sowing The Seed
ノイズの持続音で始まり、音階を上昇していく低音部の上でシンプルなメロディーが繰り返される。メロディーの裏では「バタヴィア」のフレーズが鳴っている。
15. 詩篇第23 23rd Psalm
16. 最後の後悔 Last Regrets
17. ライド・ライド・ライド（リプライズ） Ride Ride Ride (Reprise)
18. ザ・シード The Seed
19. 禁じられた色彩 Forbidden Colours
「メリー・クリスマス　ミスターローレンス」のトラックにデヴィッド・シルヴィアンが歌詞・メロディーを作り、歌を乗せたボーカル・バージョン。タイトルは三島由紀夫の「禁色」から引用[9]。1983年7月全英シングルチャート16位[10]。

### 音楽
1–7、9–14、16、18：Ryuichi Sakamoto
8、17：Stephen McCardy
15：Traditional
19：Ryuichi Sakamoto & David Sylvian, words by David Sylvian

## 30th anniversary edition
2013年11月27日にサウンドトラックの発売30周年を記念してミディから未発表バージョンを多数収録したボーナス・ディスクを加えたSHM-CD規格2枚組による紙ジャケット仕様特別盤が発売された。オリジナル盤の音源は全てオノセイゲンによるリマスタリングが施されており、その件に関して当時のミキシング・エンジニアらの寄稿によって構成された詳細なライナーノーツが封入されている。未発表音源に関しての詳細は、特段記述されていない。

### Disc 1　オリジナル盤リマスター
1. メリー・クリスマス ミスターローレンス Merry Christmas Mr. Lawrence
2. バタヴィア Batavia
3. 発芽 Germination
4. 腹いっぱいの朝食 A Hearty Breakfast
5. 闘いの前 Before The War
6. 種子と種を蒔く人 The Seed And The Sower
7. 短い出会い A Brief Encounter
8. ライド・ライド・ライド（セリアーズの弟の歌） Ride Ride Ride（Cellier's Brother's Song）
9. ザ・ファイト The Fight
10. ファーゼル・クリスマス Father Christmas
11. 出て行け! Dismissed!
12. 集合 Assembly
13. 理性を越えて Beyond Reason
14. 種を蒔く Sowing The Seed
15. 詩篇第23 23rd Psalm
16. 最後の後悔 Last Regrets
17. ライド・ライド・ライド（リプリーズ） Ride Ride Ride（Reprise）
18. ザ・シード The Seed
19. 禁じられた色彩 Forbidden Colours

### Disc 2　未発表音源集
1. バタヴィア Batavia （M-3）
2. メリー・クリスマス ミスターローレンス Merry Christmas Mr.Lawrence （M-34）
3. 発芽 Germination （M-9）
4. 発芽 Germination （M-11）
5. 種子と種を蒔く人 The Seed And The Sower （M-16A）
6. M-7 銃殺
7. M-10 俘虜
8. 種子と種を蒔く人 The Seed And The Sower （M-16 ヤジマ）
9. 短い出会い A Brief Encounter （M-17）
10. ザ・ファイト The Fight （M-19）
11. 最後の後悔 Last Regrets （M-20 and M-22）
12. ファーゼル・クリスマス Father Christmas （M-23）
13. 闘いの前 Before The War （M-12）
14. M-14 行
15. 出て行け! Dismissed! （M-25）
16. 理性を越えて Beyond Reason （M-26 to M-27 take2）
17. M-29 処刑場
18. The Seed （M-29）
19. The Seed （M-33）
20. 最後の後悔 Last Regrets （take2）
21. M-28A take2
22. M-1 Free Time
23. 23rd Psalm （M-30 take2 INST）
24. M-13 カネモト切腹
25. ライド・ライド・ライド Ride Ride Ride （M-18 INST）
26. メリー・クリスマス ミスターローレンス Merry Christmas Mr.Lawrence （Theme Free Time take1）

## カバー・サンプリング
- 人生 - 1992年発表アルバム『SUBSTANCE V』収録「玉ノ海、戦場でクリスマスをむかえるの巻」で使用。
- 清水ミチコの持ちネタに、メインテーマをバックに藤田淑子の「ははうえさま」（アニメ『一休さん』のエンディングテーマ）の歌詞を歌うというものがあり[12]、1992年10月25日発売のアルバム『飴と鞭』に「メリークリスマス ミスター 一休さん」として収録。
- Kayashi - 1997年、タイトル「Furyo」（Additive）で発表。トランス・バージョン等4Mix収録。
- Watergate - 1999年、タイトル「Heart Of Asia」でトランス・カバー。『サンデー・ジャポン』（TBS）の裏ファミリー「ひげガール」の「オデオンさんのテーマ曲」として使用された。
- 押尾コータロー - 2002年発表メジャー・デビュー・アルバム『STARTING POINT』収録曲でアコースティック・ギターの演奏にてカバー。
- AI - 2003年10月発表の両A面シングル『マイ☆フレンド/戦場のメリークリスマス』で歌詞を付けカバー。
- ROTTENGRAFFTY - 2003年3月発表ミニ・アルバム『SYNCHRONICITIZM』収録曲「悪巧み～Merry Christmas Mr.Lawrence」に歌詞を付けカバー。同年11月にシングルカット。
- 春畑道哉 - 2005年発表のアルバム『Theatre Of Strings』（松本孝弘、大賀好修、増崎孝司との共作アルバム）で、ギター器楽曲としてカバー。
- VOLTA MASTERS
  - 2006年発表のEP『Last Christmas/Mr.Lawrence』収録「Mr.lawrence」（「Merry Christmas Mr. Lawrence」と「禁じられた色彩（Forbidden Colours）」[注 1]のリミックス[13]。
  - アメリカのヒップホップ音楽家・1773の2007年発表アルバム『Constant Motion』（日本盤）収録「Mr.Lawrence / Heart Music - Volta Masters Remix」（日本盤ボーナス・トラック。1773の楽曲「Heart Music」とVOLTA MASTERSの楽曲「Mr.lawrence」をマッシュアップ・リミックスした楽曲。1773の「Heart Music」も同アルバムに収録）[14]。
- RYUZO - 2007年発表1stアルバム『The Document』収録曲にてサンプリング使用。
- つじあやの - 2008年発表カバー・アルバム『COVER GIRL 2』にて歌詞を付けカバー。
- FACT - 2009年発表アルバム『FACT』にて英語詞を付けカバー。
- 宇多田ヒカル - Utada名義で2009年に発表のアルバム『This Is The One』収録「Merry Christmas Mr.Lawrence - FYI」で歌詞を付けカバー。
- サラ・ブライトマン - 2014年発表アルバム『Voce - Sarah Brightman Beautiful Songs』で「Forbidden Colours」を原調でカバー。
- アンジェリカ - 2014年発表「戦場のメリークリスマス／Merry Christmas, Mr Lawrence」で歌詞を付けカバー。
- マイク・ポズナー - 2019年発表「Slow It Down」にてサンプリング使用。
- IVE - 2024年発表「Supernova Love」にてサンプリング使用[注 2]。

## 発売履歴
| 発売日         | レーベル       | 規格   | 規格品番     | 備考           |
| -------------- | -------------- | ------ | ------------ | -------------- |
| 1983年5月1日   | London Records | LP     | L28N-1007    |                |
| 1993年9月21日  | スクール       | CD     | MDCL-1241    |                |
| 1994年10月11日 | Milan          | CD     | 35691        | 輸入盤         |
| 2004年6月1日   | Milan          | CD     | 5046630902   | 輸入盤         |
| 2013年11月27日 | ミディ         | SHM-CD | MDCL-5017    |                |
| 2016年12月6日  | Milan          | LP     | 731383680106 | アメリカ輸入盤 |